# Палетка (Древний Египет)
Пале́тка (от фр. palette — «пластинка», «планка») — тонкая каменная плитка с рельефными изображениями, характерна главным образом для искусства Древнего Египта. В долине Нила такие археологические формы обнаруживаются в додинастический период — вторая половина 4-го тысячелетия до н. э. и, вероятно, часть из них может датироваться раннединастическим периодом — начало 3-го тысячелетия до н. э. Первоначально применялись для косметических целей — измельчения ингредиентов различных снадобий для лица и тела, но со временем эти изделия стали использоваться для торжественных и церемониальных действий. В современной научной и популярной литературе палетки обычно называют «косметическими» или «церемониальными», и иногда некоторые из них выделяют по форме — «ромбовидные» и «зооморфные», последние имеют сходство с различными животными: гиппопотам, слон, черепаха, крокодил, гусь или рыба. Материалом для изготовления палеток обычно служили сланец, асбест или граувакка.

## Список известных палеток
| Изображение                                          | Название                                                                                    | Размеры и материал                                                                             | Место происхождения      | Современное местонахождение                                                                                  |
| ---------------------------------------------------- | ------------------------------------------------------------------------------------------- | ---------------------------------------------------------------------------------------------- | ------------------------ | --- |
| Накада I                                             |                                                                                             |                                                                                                |                          | |
| Накада II                                            |                                                                                             |                                                                                                |                          | |
| Накада III                                           |                                                                                             |                                                                                                |                          | |
|                                                      | Быка ~ Празднования победы                                                                  | Сохранился фрагмент, высота: 26,5 см, ширина: 14,5 см, материал: граувакка                     | Неизвестно               | Париж, музей Лувр, 2 этаж (1er étage), крыло Сюлли, зал 20, витрина 2, экспонат E 11255 (на сайте музея)     |
|                                                      | Две собаки [de]                                                                             |                                                                                                |                          | |
|                                                      | Ливийская [en] ~ Городов, ~ Деревьев и городов, ~ Ливийской добычи, ~ Осады, ~ Палетка Буто |                                                                                                |                          | |
|                                                      | Метрополитен музея                                                                          |                                                                                                |                          | |
|                                                      | Мина [en] ~ Палетка Эль-Амра                                                                |                                                                                                |                          | |
|                                                      | Нармера ~ Большая Иераконпольская                                                           |                                                                                                |                          | |
|                                                      | Охотничья [en] ~ Львиная охота                                                              |                                                                                                |                          | |
| Первая и вторая части: Обратная сторона Третья часть | Сражения ~ Жирафов, ~ Львиная, ~ Стервятников                                               | 1. ? 2. Высота: 19,6 см ширина: 28,7 см 3. По краю: 7,9 см, нижн. край трещины: 8,5 см(сланец) | Абджу (др.-греч. Абидос) | 1. Музей Ашмола, Оксфорд (Великобритания) 2. Британский музей, Лондон (Великобритания) 3. Люцерн (Швейцария) |
|                                                      | Четыре собаки ~ Жирафов, ~ Палетка Лувра                                                    |                                                                                                |                          | |